# Paisi I
Paisi I (en grec Παΐσιος Α') va ser patriarca de Constantinoble dues vegades, la primera des de juliol de 1652 fins a l'abril de 1653, quan es va retirar a Heybeliada, a les Illes dels Prínceps. Va ser elegit per segona vegada el maig de l'any 1654 i deposat l'any següent, el 1655.
Havia estat metropolità de Larissa. Durant el seu segon patriarcat, el Sínode de Rússia va revisar els llibres eclesiàstics que s'usaven a l'Església Ortodoxa, l'any 1655. Aquesta revisió, a petició del Sínode rus, la va acceptar i ratificar Paisi. Va morir cap a l'any 1688.